# Yo, Sor Alice
Yo, Sor Alice es una película documental argentina-francesa dirigida por Alberto Marquardt. Fue estrenada el 10 de mayo de 2001.

## Sinopsis
El documental relata la vida de Alice Domon, una de las monjas francesas detenidas-desaparecidas durante la dictadura militar argentina llamada Proceso de Reorganización Nacional (1976-1983). Alice Domon, fue secuestrada con el llamado grupo de la iglesia Santa Cruz en el que también se encontraban las fundadoras de las Madres de Plaza de Mayo Azucena Villaflor, Esther Ballestrino y María Ponce, así como su compañera la monja Léonie Duquet y otros activistas de derechos humanos. 

## Datos técnicos
- Origen: Argentina-Francia
- Duración original: 78 min.
- Director: Alberto Marquardt
- Guion: Alberto Marquardt
- Productor: Marcelo Céspedes y Carmen Guarini
- Fotografía: Livio Pensavalle y Pascal Sutra-Furcade
- Escenografía:
- Vestuario:
- Música: Raúl Barboza
- Montaje: Claudio Martínez
- Sonido: